# Prohydata apicata
Prohydata apicata là một loài bướm đêm trong họ Geometridae.